# إحشاش (تكاض)
إحشاش هو دُوَّار يقع بجماعة سيدي بيبي، إقليم شتوكة آيت باها، جهة سوس ماسة في المملكة المغربية. ينتمي الدوّار لمشيخة تكاض التي تضم 4 دواوير. يقدر عدد سكانه بـ 1904 نسمة حسب الإحصاء الرسمي للسكان والسكنى لسنة 2004.

## روابط خارجية
- البوابة الوطنية للجماعات الترابية
- المندوبية السامية للتخطيط